# Monostaechas providentiae
Monostaechas providentiae is een hydroïdpoliep uit de familie Halopterididae. De poliep komt uit het geslacht Monostaechas. Monostaechas providentiae werd in 1922 voor het eerst wetenschappelijk beschreven door Jarvis. 